# Jerzy Sadek
Jerzy Sadek (Radomsko, 13 de janeiro de 1942 — Warsaw, 4 de novembro de 2015) foi um futebolista polaco que atuava como atacante.

## Carreira
Começou a carreira no Stal, clube local da cidade onde nasceu, Radomsko. Um período depois, foi para outo clube local, o Czarni. Depois, defendeu por 12 anos as cores do ŁKS Łódź. Em 1973, se transferiu para o clube holandês Sparta Rotterdam e ficou por uma temporada e meia (jogou 11 jogos e marcou 4 gols). Em meados de 1974, foi para o Haarlem, onde teve a titularidade assegurada, com mais de 80 jogos registrados pelo clube. No ano de 1976, voltou ao Łódź e terminou sua carreira pela equipe polonesa.

## Carreira internacional
Jogou dezoito jogos pela seleção nacional, marcando seis gols. Seu primeiro jogo foi contra a Escócia, em que marcou um gol na vitória por 2 a 1.